# Jean-Christophe Boullion
Jean-Christophe Boullion (n. 27 decembrie 1969, Saint-Brieuc, Bretagne, Franța) a fost un pilot de curse auto, care a evoluat în Campionatul Mondial de Formula 1 în sezonul 1995.

## Cariera în Formula 1
| Sezon | Echipă                    | Puncte      | Loc clasament general |
| ----- | ------------------------- | ----------- | --------------------- |
| 1995  | Red Bull Sauber Ford      | 3           | 16                    |
| 1996  | Rothmans Williams Renault | Pilot teste | -                     |
| 1997  | Rothmans Williams Renault | Pilot teste | -                     |